# Rajaâ Cherkaoui El Moursli
Rajaâ Cherkaoui El Moursli (12 de mayo de 1954) es una científica marroquí especializada en física nuclear.  En 2015 recibió el Premio L'Oréal-UNESCO a Mujeres en la Ciencia por su trabajo sobre el bosón de Higgs. 

## Biografía
El Moursli nació en Salé en 1954. Obtuvo su primer grado en matemáticas en el Lycée Descartes en Rabat. Tuvo que discutir con su padre al ser una joven que dejaría el Marruecos conservador para continuar con sus estudios. Mencionó que los logros de Neil Armstrong y una de sus maestras de secundaria la inspiraron.

## Carrera
Se marchó de Marruecos para estudiar en Grenoble, Francia, donde obtuvo su doctorado en física en el Laboratoire de Physique subatomique et cosmologie, que formaba parte de la Universidad Joseph Fourier. En 1982 volvió a Rabat. Luego, dirigió un equipo de investigación para el experimento ATLAS en el CERN.
En 2015 recibió los premios L'Oréal-UNESCO a mujeres en Ciencia para África y los estados árabes.  El premio citó su contribución a la prueba de la existencia de la partícula de Bosón de Higgs. Esta es responsable de la creación de masa. El Moursli elevó el nivel de la investigación científica marroquí y la asistencia sanitaria. Esta última fue reconocida porque creó la primera maestría en física médica.  Dave Charlton, portavoz de ATLAS la felicitó por su premio y dijo que "ATLAS felicita a la profesora Rajaâ Cherkaoui El Moursli por este prestigioso premio y el reconocimiento de su parte en el descubrimiento del bosón de Higgs".